# 穢多寺
穢多寺（えたじ・えたでら）は、江戸時代に被差別部落の住民が檀家としていた寺院の呼称である。穢寺（えじ）ともいう。中世の賎民制度には存在しない。